# 埼玉県の記念物
埼玉県の記念物（さいたまけんのきねんぶつ）では、埼玉県に所在する史跡、名勝、天然記念物について概説する。

## 埼玉県の記念物
日本の文化財保護法では、史跡、名勝、天然記念物を合わせて記念物と称する。埼玉県では、「長瀞」が、その学術的価値により、国の名勝と天然記念物の2つの種別の記念物に重複して指定されている。

## 埼玉県の史跡

### 概略
縄文海進の最も進んだ縄文時代前期には、今日の東京湾が埼玉県南東部まで入り込んでおり、海面下もしくは浅瀬になっていたものと推定されており、縄文時代の遺跡も低湿な地域の動植物や内湾に生息する貝、さらには淡水性の魚介など、多様な動植物を利用して生活していたものと推測され、指定史跡からもそのことを裏付ける資料が多数検出されている。埼玉古墳群は「ワカタケル」の金象嵌銘を有する鉄剣が稲荷山古墳から出土したことからも、5世紀代の大和朝廷の地方進出を裏付ける資料となっており、地方豪族の成長とともに大和王権への従属および連携をあらわす貴重な証拠を示している。熊本県の江田船山古墳出土大刀の「ワカタケル大王」の銀象嵌銘とならび、日本の国家形成を考えるうえできわめて示唆するところが大きい。中世にあっては、坂東八平氏あるいは武蔵七党とよばれる東国武士団の本拠地であり、それにまつわる史跡が多く、また板碑文化発祥の地として南河原石塔婆や野上下郷石塔婆などの古く、規模も大きく、美麗な石塔婆が数多く存在している。近世においては、江戸に近い内陸県として、関所跡や船堀跡などの交通にまつわる史跡が目立つ。偉人としては、『群書類従』の編纂で知られる塙保己一や近代日本資本主義の祖といわれる渋沢栄一がいる。

### 国の史跡
- 高麗村石器時代住居跡（こまむらせっきじだいじゅうきょあと）〔日高市〕1951年12月26日
  - 字台という平坦な台地上にある縄文時代の竪穴建物跡で、周囲には、柱を立てたと考えられる小さな穴が十数個めぐる。2軒の建物跡からは多数の縄文土器をはじめ、耳飾りなどの土製品や石鏃、磨製石斧、石皿、凹石などの狩猟用・調理用の石製品も出土している。
- 黒浜貝塚（くろはまかいづか）〔蓮田市〕2006年7月28日
  - 縄文時代前期の集落に伴って形成された貝塚であり、出土土器は関東地方を中心に分布する縄文時代前期の黒浜式土器の標式となっており、考古学史上も著名な遺跡である。
- 水子貝塚（みずこかいづか）〔富士見市〕1969年9月9日
  - 繩文時代前期の貝塚で、約50の小貝塚が径約160mの環状にめぐっている。各小貝塚は主として淡水産の貝塚等で構成されており、発掘調査された小貝塚の貝層下からは、いずれも竪穴建物跡が検出されていることから、廃棄された建物の跡地に形成された貝塚とみられ、資料価値が高い。
- 真福寺貝塚（しんぷくじかいづか）〔さいたま市岩槻区〕1975年7月19日
  - 繩文時代後期から晩期に営まれた集落跡である。遺跡は径約150mの環状貝塚を中心とし、台地西側に入りこんだ綾瀬川の小支谷の沖積低湿地にまでひろがっている。数次の発掘によって、建物跡をはじめ多数の遺物が検出されており、とくに土偶、土版、土製耳飾、勾玉、石剣など祭祀にまつわる遺物に貴重なものが多く、ほぼ完形の「みみずく土偶」（東京国立博物館蔵）は重要文化財に指定されている。
- 吉見百穴（よしみひゃっけつ）〔比企郡吉見町〕1923年3月7日
  - 古墳時代後期（6～7世紀頃）に造られた横穴群であり、岩山の表面から数mの小穴を多数掘って造られた群集墳である。文化庁のWebページ「国指定文化財等データベース」では「ひゃっけつ」と呼んでいるが、地元での呼称は「ひゃくあな」である。
- 宮塚古墳（みやづかこふん）〔熊谷市〕1956年5月15日
  - 上円下方墳の形態をとどめ、一辺約24m、高さ約1.70mの方基状の土盛りに径約10m、高さ約2.50mの上円部が築成され、葺石の一部も残存する、保存状態のきわめて良好な古墳である。
- 小見真観寺古墳（おみしんかんじこふん）〔行田市〕1931年3月30日
  - 小見古墳群にある墳丘長112mの前方後円墳であり、真観寺の寺域にあるのでこの名がある。7世紀初頭の築造と推測される。
- 埼玉古墳群（さきたまこふんぐん）〔行田市〕1938年8月8日
  - 大型の前方後円墳8基および日本最大の円墳丸墓山古墳の周囲に、主として円墳が30基あまり群集して古墳群を形成している。とくに稲荷山古墳は金錯銘鉄剣が出土したことで著名である。
- 大谷瓦窯跡（おおやかわらがまあと）〔東松山市〕1958年10月8日
  - 丘陵東面の傾斜地に営まれた登り窯で、天井部は失われたが、焚口部・煙出し部をそなえており、総長約7.75m、幅中央部にて約1.10mの挾長の形態をなし、大規模である。窯主体部の床面は13段よりなる階段状を呈している。奈良時代後期頃の地方の瓦窯跡として重要な遺構である。
- 水殿瓦窯跡（すえどのかわらがまあと）〔児玉郡美里町〕1931年11月26日
  - 略方形の窯と同形のカマドより構成され、焚口は南に面している。窯の底面には複数個の造付台をともなう。窯の内部からは鎌倉時代のものと認められる剣頭唐草瓦や籠目花蝶絞平瓦などが出土している。
- 南河原石塔婆（みなみがわらいしとうば）〔行田市〕1928年2月7日
  - 阿弥陀三尊像を刻した文応2年（1261年）の銘をもつもの、地藏菩薩および両脇侍像を刻した文永2年（1265年）の銘をもつものを含む、緑泥片岩製の板碑が3基並んで建てられている。
- 野上下郷石塔婆（のがみしもごういしとうば）〔秩父郡長瀞町〕1928年2月7日
  - 緑泥片岩製の板碑で応安2年（1369年）10月の銘を刻している。高さ5mを越す大形のものである。なお、幅はおよそ1m、厚さ12cmである。石塔婆としては最も大きいものの1つである。
- 比企城館跡群〔比企郡嵐山町、小川町、ときがわ町〕1973年5月26日、2000年3月28日追加指定
  - 菅谷館跡、松山城跡、杉山城跡、小倉城跡の4か所からなる。菅谷館跡は鎌倉時代の有力御家人として著名な畠山重忠の館跡である。重忠は、父重能の代から大里郡畠山荘の荘司であり、はじめ同荘内に館を置いていたが、やがて鎌倉街道の要衝にあたる菅谷に移って館を構えたもので、元久2年（1205年）重忠の死去後は、畠山の名跡を継いだ足利義純の子孫に伝えられた。館跡は、長方形の本丸を置き、その北側に二ノ丸・三ノ丸などを配置し、各郭を土塁・堀で防備している。郭の配置や土塁の構築法には近世的な平城の特徴がうかがえるが、本丸は単郭式の館の面影をとどめており、これが鎌倉時代の菅谷館の中心部分と考えられる。中世館跡の遺構として保存状態もきわめて良好な資料である。
- 河越館跡（かわごえやかたあと）〔川越市〕1984年12月6日
  - 鎌倉時代の関東武士のなかで重鎮の位置を占めた河越氏の館跡で、東西約150m、南北約200mの方形の区画を思わせる高さ1-3mの土塁及びその外側の堀が一部遺存している。発掘調査によって平安時代末期から戦国時代 (日本)にかけての堀や井戸、建物などの遺構が検出され、『新編武蔵風土記稿』が上戸村常楽寺の挿絵として描く河越館跡の姿が、現地においてほぼ確認されるに至った。
- 鉢形城跡（はちがたじょうあと）〔大里郡寄居町〕1932年4月19日
  - 文明5年（1473年）長尾景春が築いた城で、のちに北条氏邦がこの地を領した。天正18年（1590年）、豊臣秀吉の小田原征伐の際、前田利家、上杉景勝、また徳川家康麾下の浅野長吉、本多忠勝、鳥居元忠らが包囲した。氏邦の老臣黒沢上野介ら籠城したが力およばず陥落、以後廃城となった。背面に荒川、前面に深沢川を控える天然の要塞で、大手、搦手、本丸、二ノ丸、三ノ丸、諏訪曲輪には空堀を有する。関東地方の戦国時代 (日本)城跡のなかで完全に残っているもののひとつである。
- 塙保己一旧宅（はなわほきいち きゅうたく）〔本庄市〕1944年11月13日
  - 江戸時代の盲人の国学者として著名な塙保己一の生家である。保己一は、幕府に願い出て和学講談所を開設し、そこを拠点として古典から記録、手紙にいたるまで様々な歴史資料を蒐集し、浩瀚で知られる『群書類従』を編纂した。
- 栃本関跡（とちもとせきあと）〔秩父市〕1970年11月12日
  - 東海道箱根、中山道横川の両関所の中間にあり、江戸から甲斐・信濃への交通の要所に位置する。江戸時代初期より明治維新まで、大村家が代々関守をつとめた。大村家は武田家の家臣で、主家滅亡後、ここに移住し、栃本組名主をもかねていた。
- 見沼通船堀（みぬまつうせんぼり）〔さいたま市緑区・川口市〕1982年7月3日
  - 江戸時代後期から明治時代の内陸水運（見沼通船）で重要な役割を果たした。堀全体で4つの関（閘門）を持ち、閘門式では日本最古の部類に入る。

### 埼玉県指定史跡
- 岩槻城跡（さいたま市岩槻区）
- 青鳥城跡（東松山市）
- 川越城跡（川越市）
- 黒岩横穴墓群（比企郡吉見町）
- 権現山古墳群（ふじみ野市）
- 塩古墳群（熊谷市）
- 地蔵塚古墳（行田市）
- 畠山重忠墓（深谷市）
- 八幡山古墳（行田市）
- 藤田康邦墓　付婦人西福御前墓（大里郡寄居町）※正竜寺に所在
- 北条氏邦墓　付婦人大福御前墓（大里郡寄居町）※正竜寺に所在
- 松山城跡（比企郡吉見町）
- 松平伊豆守信綱夫妻の墓（新座市）※平林寺に所在
- 真名板高山古墳（行田市）

### 埼玉県指定旧跡
- 忍城跡（行田市）
- 渋沢栄一生地（深谷市）
- 寿能城跡（さいたま市大宮区）
- 難波田氏館跡（富士見市）

## 埼玉県の名勝

### 国の名勝
名勝単独の指定はないが、長瀞が「名勝および天然記念物」に指定されている。
- 長瀞（秩父郡長瀞町）1924年12月9日
  - 長瀞は、結晶片岩より成る峡谷で、両岸は絶壁をなす景勝の地であると同時に、結晶片岩が著しく露出し、日本に特有の紅廉片岩を見ることができる。また、層埋に沿って、あるいはこれに対し直角に、さまざまな浸蝕作用の痕跡を確認することができ、さらに、地層の褶曲断層が明らかである。特に、褶曲にはその種類が多く断層に基因した鏡肌がある。結晶片岩を産する地方の峽谷としては関東地方における代表的なものであるばかりではなく、上述したように各種の天然記念物を含んでいる。

### 埼玉県指定名勝
- 越生梅林（入間郡越生町）
- 玉淀（大里郡寄居町）
- 天覧山の勝（飯能市）
- 中津峡（秩父市）
- 平林寺林泉境内（新座市）
- 物見山岩殿山観音の勝（東松山市）

## 埼玉県の天然記念物

### 特別天然記念物
- 田島ヶ原サクラソウ自生地（さいたま市）1920年7月17日
  - 荒川沿岸の原野で江戸時代よりのサクラソウが今日にまで残るものとして、花部の個体的変化を研究するうえで好適な資料である。
- 牛島のフジ （春日部市）1928年1月18日
  - 根元の周囲が10mもあり、幹は基部から多数分岐して枝条よく蔓延し、成長も旺盛である。花穂はその長さ2m70に達するものがあり、今まで知られるフジのうち最大のものである。
- 御岳の鏡岩（児玉郡神川町）1940年8月30日
  - 金鑽神社のほとりにある蛇紋岩で、摩肌の美しく、また大規模なものである。面の大きさは上下4m、左右9mにおよび肌面はきわめて平滑で、まるで鏡のようであり「鏡岩」の名にそむかない。

### 国の天然記念物
- 長瀞（長瀞町）1924年12月9日－名勝との重複指定（上述）。
- 石戸蒲ザクラ（北本市）1922年10月12日
- 吉見百穴ヒカリゴケ発生地（吉見町）1928年11月30日
- 武甲山石灰岩地特殊植物群落（秩父郡横瀬町）1951年6月9日
- 平林寺境内林（新座市）1968年5月28日
- 宝蔵寺沼ムジナモ自生地（羽生市）1966年5月4日
- 与野の大カヤ（さいたま市）1932年7月25日

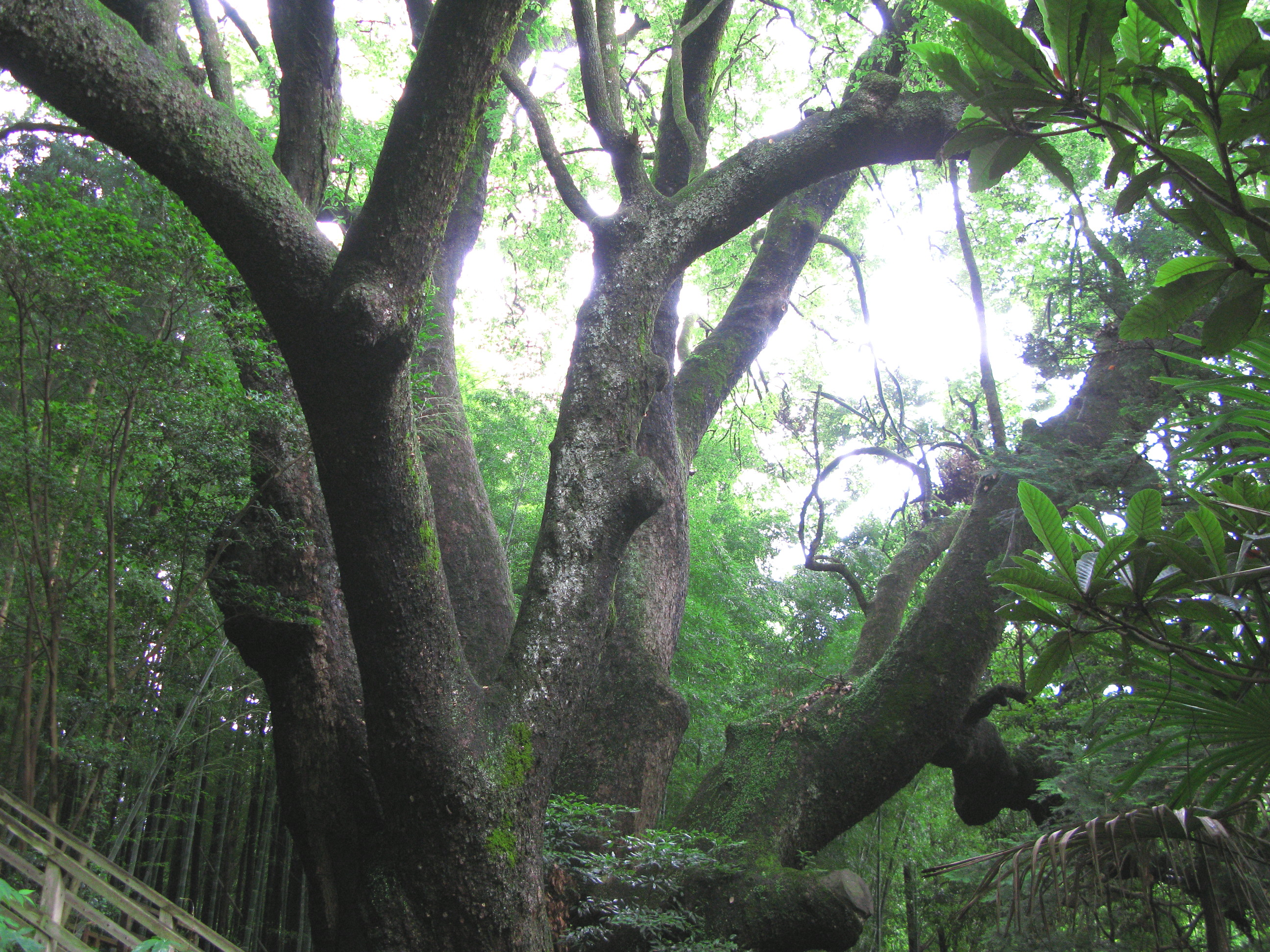
上谷の大楠

### 埼玉県指定天然記念物
- 上谷の大楠（越生町）
- 脚折のケヤキ（鶴ヶ島市）
- 並木の大クス（川越市）
- ムサシトミヨ（熊谷市）